# Pseudonapomyza dilatata
Pseudonapomyza dilatata este o specie de muște din genul Pseudonapomyza, familia Agromyzidae, descrisă de Mitsuhiro Sasakawa în anul 1963.
Este endemică în American Samoa. Conform Catalogue of Life specia Pseudonapomyza dilatata nu are subspecii cunoscute.